# Селін Бейгбедер
Селін Бейгбедер (фр. Céline Beigbeder; нар. 2 лютого 1975) — колишня французька тенісистка.
Найвищу одиночну позицію світового рейтингу — 84 місце досягла 15 квітня 2002 року.
Здобула 9 одиночних та 1 парний титул туру ITF.
Завершила кар'єру 2005 року.

## Фінали ITF

### Одиночний розряд: 11 (9–2)
| Легенда         |
| --------------- |
| турніри $50,000 |
| турніри $25,000 |
| турніри $10,000 |

| Результат | Ранг | Дата              | Турнір                       | Покриття  | Суперниця               | Рахунок       |
| --------- | ---- | ----------------- | ---------------------------- | --------- | ----------------------- | ------------- |
| Поразка   | 1    | 15 листопада 1998 | ITF Гавр, Франція            | Ґрунт (i) | Стефані Форец           | 6–1, 4–6, 3–6 |
| Перемога  | 2    | 13 серпня 2000    | ITF Періге, Франція          | Ґрунт     | Віржині Піше            | 6–1, 6–1      |
| Перемога  | 3    | 22 квітня 2001    | ITF Желос, Франція           | Ґрунт     | Лоранс Андретто         | 6–2, 6–2      |
| Перемога  | 4    | 24 червня 2001    | ITF Ленцергайде, Швейцарія   | Ґрунт     | Анаушка ван Ексел       | 6–3, 6–0      |
| Перемога  | 5    | 1 липня 2001      | ITF Мон-де-Марсан, Франція   | Ґрунт     | Анжеліка Реш            | 6–1, 6–1      |
| Перемога  | 6    | 5 серпня 2001     | ITF Сен-Годан, Франція       | Ґрунт     | Юлія Вакуленко          | 6–4, 6–1      |
| Перемога  | 7    | вересень 2001     | ITF Денен, Франція           | Ґрунт     | Любомира Бачева         | 6–4, 6–0      |
| Перемога  | 8    | липень 2002       | ITF Мон-де-Марсан, Франція   | Ґрунт     | Олександра Кравець      | 7–5, 6–1      |
| Поразка   | 9    | червень 2003      | ITF Періге, Франція          | Ґрунт     | Анабель Медіна Гаррігес | 1–6, 2–6      |
| Перемога  | 10   | серпень 2003      | ITF Сан-Марино               | Ґрунт     | Кільдін Шевальє         | 6–3, 6–1      |
| Перемога  | 11   | листопад 2003     | ITF Вільнав-д'Орнон, Франція | Ґрунт (i) | Бетіна Піркер           | 6–1, 6–1      |

### Парний розряд: 1 (1–0)
| Результат | Ранг | Дата         | Турнір                     | Покриття | Партнерка                  | Суперниці             | Рахунок       |
| --------- | ---- | ------------ | -------------------------- | -------- | -------------------------- | --------------------- | ------------- |
| Перемога  | 1    | жовтень 2003 | ITF Каркавелуш, Португалія | Ґрунт    | Роса Марія Андрес Родрігес | Ромі Фара Неуза Сілва | 6–2, 1–0 ret. |